# Firefall (film)
Pour les articles homonymes, voir Mira.
Pour plus de détails, voir Fiche technique et Distribution.
Firefall (Мира) est un film russe réalisé par Dmitriy Kiselev, sorti en 2022.
Le film débute alors qu'une pluie de météorites tombe sur Vladivostok. Lera Arabova, une adolescente, contacte son père, astronaute depuis une station spatiale en orbite, qu'elle n'a plus revu depuis des années. Ce dernier lui dit qu'elle est la dernière chance de sauver ses proches et les habitants d'une nouvelle catastrophe et qu'il la veillera en faisant tout son possible et en lui transmettant des messages sur Terre.

## Synopsis
Valeria « Lera » Arabova, 15 ans, vit à Vladivostok avec sa mère Svetlana, son beau-père Boris et son demi-frère Egor, 8 ans. Elle souffre de pyrophobie après avoir survécu à un incendie dans un ascenseur lorsqu’elle était plus jeune et qui a conduit au divorce de ses parents. Son père, l'ingénieur de vol Valery Arabov, membre de la station spatiale Mira, utilise la technologie satellite et l'intelligence artificielle pour la surveiller, mais les deux restent par ailleurs séparés.
L'équipe d'Arabov observe une pluie de météores qui devrait apparaître au-dessus du Pacifique occidental et qui serait inoffensive, malgré les avertissements de son collègue Igor Khripunov sur la possibilité de changements dans sa taille et sa trajectoire, qui se produiraient à la dernière minute, impactant la station ainsi que de vastes zones dans Extrême-Orient Russie, Corée, Japon et Asie Australe. Lera est témoin de l'impact et s'échappe de peu de son immeuble, rencontrant son amie d'école Misha, lorsqu'une explosion les sépare et la fait heurter par un couple d'âge moyen dans une camionnette qui tente d'échapper à la destruction et de la conduire à l'hôpital avant de s'écraser et d'abandonner le véhicule. Alors qu'un bâtiment voisin s'effondre, Lera s'abrite dans un magasin de jouets, mais est piégée par les débris.
Arabov reprend conscience et découvre qu'il est le seul survivant de la station. Avec l'aide du système d'IA de Mira, il parvient à rétablir un tant soit 
peu l'approvisionnement en énergie, localise Svetlana dans un hôpital et contacte Lera, dont le téléphone portable est endommagé. Il se connecte à un babyphone ours en peluche à côté d'elle, qu'il lui demande de saisir pour rester en communication, pendant qu'elle est retirée par une équipe de secours. Il appelle Svetlana, qui est à l'hôpital avec Boris dans l'espoir de trouver Yegor parmi ses camarades de classe, mais Lera se souvient lui avoir donné ses jumelles et l'avoir encouragé la veille au soir à sauter des cours et à observer la pluie de météores depuis un bâtiment voisin, où elle se dirige maintenant pour le sauver. Arabov scanne le bâtiment, que Mira prévient qu'il est trop instable, mais incapable de dissuader Lera, il la guide à l'intérieur pour sauver Yegor et les guide le long d'un chemin sûr en se connectant aux feux de circulation et à d'autres appareils.
Lera et Yegor atteignent le rivage, où des hélicoptères transportent les survivants vers une zone sûre, lorsqu'une explosion sur un navire pétrolier se produit. Elle supplie un soldat d'emmener son frère à bord d'un hélicoptère, d'où Misha descend et cède sa place pour que Yegor soit emmené. Arabov appelle le téléphone de Misha et informe Lera que toutes les activités de sauvetage s'arrêteront car de nouvelles explosions se produiront sous peu sur un autre navire, ce qui pourrait détruire la moitié de la ville, et les exhorte à s'échapper, mais Lera le réprimande et jette le téléphone de Misha. Celle-ci accepte de l'aider et tous deux prennent un bateau et montent à bord du navire. Dans la station, le système de Mira exhorte Arabov à ramper dans la capsule de sauvetage car ils entreront bientôt dans l'atmosphère terrestre, mais il refuse et déconnecte le système vocal de l'IA pour reprendre la connexion avec Lera, qu'il guide vers la vanne du système d'incendie. Une explosion assomme Misha, provoquant une dépression de Lera; Arabov la réconforte et lui demande d'enfiler l'équipement ignifuge et d'activer la valve, ce qu'elle parvient à faire pendant que la station prend feu en entrant dans l'atmosphère, tuant Arabov. Lera et Misha sont secourues et emmenées à l'hôpital, où elle retrouve sa famille.

## Fiche technique
Sauf indication contraire, les informations mentionnées dans cette section peuvent être confirmées par la base de données cinématographiques IMDb,  présente dans la section « Liens externes ».
- Titre original : Мира
- Titre international : Mira
- Réalisation : Dmitri Kisseliov (ru)
- Scénario : Timofeï Dekine, Sergueï Kaloujanov et Ekaterina Mavromatis[2]
- Musique : Iouri Poteïenko
- Décors : Anna Kozlova
- Costumes : Varvara Avdyushko
- Photographie : Vladimir Bachta
- Montage : Alexey Kumakshin
- Production : Leonard Blavatnik et Rouben Dichdichian[2]
- Sociétés de production : AMedia, Mars Media Entertainment et Cinema Fund
- Société de distribution : Atmosfera Kino
- Budget : 540 millions de roubles[3],[4]
- Pays de production :  Russie
- Langue originale : russe
- Format : couleur
- Genre : catastrophe, science-fiction
- Durée : 116 minutes
- Dates de sortie :
  - Russie : 16 décembre 2022 (avant-première mondiale à Moscou)[5] ; 22 décembre 2022 (sortie nationale)

## Distribution
- Veronika Oustimova : Lera Arabova
- Anatoli Bely : Arabov
- Aleksandr Petrov : Egor
- Evgueni Egorov : Micha
- Darya Moroz : Svetlana
- Maksim Lagachkine : Boris
- Kirill Zaytsev (en) : Antonov
- Andreï Smoliakov : Fomin

## Production
En décembre 2019, Le producteur Rouben Dichdichian et le réalisateur Dmitry Kiselev présentent leur projet Mira à la Cinema Fund, le film sera produit par Mars Media Entertainment et coproduit par Leonard Blavatnik et AMedia.
Le tournage commence en août 2021 à Moscou, l'oblast de Moscou et Vladivostok. Il s'achève en fin septembre.
Les effets visuels sont signés par Main Road Post.

## Accueil

### Promotion
En octobre 2022, la distribution Atmosfera Kino dévoile la bande-annonce,.

### Avant-première et sortie
Mira est projeté en avant-première mondiale, le 16 décembre 2022, à Moscou (Russie), avant la sortie nationale ayant lieu le 22 décembre suivant,.